# Private Eyes (album de Hall and Oates)
Pour les articles homonymes, voir Private Eye.
Albums de Hall and Oates
Voices
(1980) H2O
(1982)
Singles
1. Private Eyes
Sortie : 29 août 1981
2. I Can't Go for That (No Can Do)
Sortie : 14 décembre 1981

Private Eyes est le dixième album studio de Hall and Oates, sorti le 1er septembre 1981. Il contient notamment les deux nos 1 américain Private Eyes et I Can't Go for That (No Can Do).

## Titres

### Face A
1. Private Eyes (Hall, Sara Allen, Janna Allen, Warren Pash) – 3:39
2. Looking for a Good Sign (Hall) – 3:57
3. I Can't Go for That (No Can Do) (Hall, Oates, Sara Allen) – 5:09
4. Mano a Mano (Oates) – 3:56
5. Did It in a Minute (Hall, Sara Allen, Janna Allen) – 3:39

### Face B
1. Head Above Water (Hall, Oates, Sara Allen) – 3:36
2. Tell Me What You Want (Hall, Sara Allen) – 3:51
3. Friday Let Me Down (Hall, Oates, Sara Allen) – 3:35
4. Unguarded Minute (Hall, Oates, Sara Allen) – 4:10
5. Your Imagination (Hall) – 3:34
6. Some Men (Hall) – 4:15

## Musiciens
- Daryl Hall : chant, guitare, claviers, percussions
- John Oates : chant, guitare, claviers
- G. E. Smith (en), Jeff Southworth, Ray Gomez : guitare
- Charles DeChant : saxophone, claviers
- John Siegler : basse
- Jerry Marotta : batterie, percussions
- Mickey Curry (en) : batterie, percussions
- Chuck Burgi : batterie, percussions
- Jimmy Maelen (en) : percussions
- Larry Fast (en) : programmation
- John Jarett : chœurs